# Definitely Maybe Tour
Definitely Maybe Tour – pierwsza trasa koncertowa zespołu muzycznego Oasis, w jej trakcie odbyło się 140 koncertów.

## Program koncertów
1. „Rock ’N’ Roll Stars”
2. „Columbia”
3. „Digsy's Dinner”
4. „Shakermaker”
5. „Live Forever”
6. „Bring It On Down”
7. „Up In The Sky”
8. „Slide Away”
9. „Cigarettes & Alcohol”
10. „Married With Chilren”
11. „Supersonic”
12. „I Am the Walrus"

Inne utwory:
1. „Whatever”
2. „Talk Tonight”
3. „Listen Up”
4. „Fade Away”
5. „Take Me Away”
6. „D'yer Wanna Be A Spaceman”
7. „Sad Song”
8. „Don't Look Be Anger” (tylko Sheffield Arena)
9. „Acquiesce” (Cliffs Pavillion, Sheffield Arena i Le Bataclan)
10. „Some Might Say” (Cliffs Pavillion, Sheffield Arena i Le Bataclan)
11. „Headshrinker”
12. „I Am the Walrus” (cover The Beatles)

## Lista koncertów
1. 6 lutego 1994 – Gleneagles, Szkocja – Gleneagles
2. 23 marca 1994 – Bedford, Anglia – The Angel
3. 24 marca 1994 – Londyn, Anglia – 100 Club
4. 26 marca 1994 – Tunbridge Wells, Anglia – The Forum
5. 28 marca 1994 – Birmingham, Anglia – Jug of Ale
6. 29 marca 1994 – Southampton, Anglia – The Joiners Arms
7. 30 marca 1994 – Bristol, Anglia – Fleece
8. 31 marca 1994 – Bath, Anglia – The Moles Club
9. 5 kwietnia 1994 – Dundee, Szkocja – Lucifer’s Mill
10. 6 kwietnia 1994 – Edynburg, Szkocja – La Belle Angele
11. 7 kwietnia 1994 – Glasgow, Szkocja – The Tramway
12. 8 kwietnia 1994 – Middlesbrough, Szkocja – Middlesbrough Arena
13. 11 kwietnia 1994 – Stoke-on-Trent, Anglia – The Wheatsheaf
14. 29 kwietnia 1994 – Kingston upon Hull, Anglia – The New Adelphi Club
15. 30 kwietnia 1994 – Coventry, Anglia – Coventry University
16. 2 maja 1994 – Portsmouth, Anglia – Wedgewood Rooms
17. 3 maja 1994 – Newport, Walia – TJ's
18. 4 maja 1994 – Derby, Anglia – The Wherehouse
19. 6 maja 1994 – Leicester, Anglia – Princess Charlotte
20. 7 maja 1994 – Windsor, Anglia – The Old Trout
21. 8 maja 1994 – Northampton, Anglia – Roadmender
22. 10 maja 1994 – Chelmsford, Anglia – The Army and Navy
23. 11 maja 1994 – Cambridge, Anglia – The Boat Race
24. 13 maja 1994 – New Cross, Anglia – The Venue
25. 14 maja 1994 – Sheffield, Anglia – The Leadmill
26. 1 czerwca 1994 – Birmingham, Anglia – Edward's No. 8
27. 2 czerwca 1994 – Cardiff, Walia – Cardiff University
28. 3 czerwca 1994 – Ilford, Anglia – The Island
29. 6 czerwca 1994 – Norwich, Anglia – Norwich Arts Centre
30. 8 czerwca 1994 – Londyn, Anglia – The Marquee Club
31. 9 czerwca 1994 – Manchester, Anglia – Hop & Grape
32. 11 czerwca 1994 – Preston, Anglia – Avenham Park
33. 12 czerwca 1994 – Glasgow, Szkocja – The Cathouse
34. 13 czerwca 1994 – Glasgow, Szkocja – The Cathouse
35. 18 czerwca 1994 – Brighton, Anglia – East Wing Centre
36. 26 czerwca 1994 – Pilton, Anglia – Glastonbury Festival
37. 1 lipca 1994 – Leeds, Anglia – The Warehouse
38. 21 lipca 1994 – Nowy Jork, USA – Wetlands Preserve
39. 31 lipca 1994 – Strathclyde Country Park, Szkocja – T in the Park
40. 9 sierpnia 1994 – Newcastle, Anglia – Riverside
41. 10 sierpnia 1994 – Leeds, Anglia – Leeds Irish Centre
42. 11 sierpnia 1994 – Wolverhampton, Anglia – Wulfrun Hall
43. 13 sierpnia 1994 – Hultsfred, Szwecja – Hulstfredfestivalen
44. 15 sierpnia 1994 – Nottingham, Anglia – Nottingham Rock City
45. 16 sierpnia 1994 – Londyn, Anglia – London Forum
46. 18 sierpnia 1994 – Londyn, Anglia – Astoria Theatre
47. 21 sierpnia 1994 – Londyn, Anglia – The Borderline
48. 26 sierpnia 1994 – Biddinghuizen, Holandia – Lowlands Festival
49. 28 sierpnia 1994 – Biddinghuizen, Holandia – Lowlands Festival
50. 31 sierpnia 1994 – Buckley, Walia – Tivoli
51. 2 września 1994 – Sztokholm, Szwecja – Gino
52. 3 września 1994 – Dublin, Irlandia – Tivoli Theatre
53. 4 września 1994 – Belfast, Irlandia Północna – Limelight
54. 5 września 1994 – Manchester, Anglia – Hacienda
55. 8 września 1994 – Hamburg, Niemcy – Club LOGO
56. 9 września 1994 – Amsterdam, Holandia – Hotel Arena
57. 13 września 1994 – Tokio, Japonia – Shibuya Club Quattro
58. 14 września 1994 – Tokio, Japonia – Shibuya Club Quattro
59. 15 września 1994 – Tokio, Japonia – Shibuya Club Quattro
60. 16 września 1994 – Tokio, Japonia – Shibuya Club Quattro
61. 18 września 1994 – Osaka, Japonia – Shinsaibashi Club Quattro
62. 19 września 1994 – Nagoja, Japonia – Nagoya Club Quattro
63. 23 września 1994 – Seattle, Waszyngton, USA – Moe's Mo' Rockin' Cafe
64. 24 września 1994 – Portland, Oregon, USA – Satyricon
65. 26 września 1994 – San Francisco, Kalifornia, USA – Bottom of the Hill
66. 27 września 1994 – Sacramento, Kalifornia, USA – Melarky's
67. 29 września 1994 – West Hollywood, Kalifornia, USA – Whisky a Go Go
68. 14 października 1994 – Minneapolis, Minnesota, USA – Uptown Bar
69. 15 października 1994 – Chicago, Illinois, USA – Metro
70. 16 października 1994 – Detroit, Michigan, USA – Saint Andrew’s Hall
71. 18 października 1994 – Cleveland Heights, Ohio, USA – Grog Shop
72. 19 października 1994 – Toronto, Kanada – Lee's Palace
73. 21 października 1994 – Boston, Massachusetts, USA – Local 186
74. 22 października 1994 – Pawtucket, Rhode Island, USA – The Met
75. 23 października 1994 – Filadelfia, Pensylwania, USA – JC Dobbs
76. 26 października 1994 – Waszyngton, USA – 9:30 Club
77. 28 października 1994 – Hoboken, New Jersey, USA – Maxwell's
78. 29 października 1994 – Nowy Jork, USA – Westland Preserve
79. 3 listopada 1994 – Lille, Francja – Les Inrockputibles
80. 4 listopada 1994 – Lille, Francja – Les Inrockputibles
81. 5 listopada 1994 – Lyon, Francja – Transbouder
82. 6 listopada 1994 – Marsylia, Francja – Théâtre du Molin
83. 16 listopada 1994 – Sztokholm, Szwecja – Stockholm Palladium
84. 17 listopada 1994 – Göteborg, Szwecja – Que Club
85. 18 listopada 1994 – Lund, Szwecja – Dairy
86. 20 listopada 1994 – Berlin, Niemcy – Loft
87. 21 listopada 1994 – Hamburg, Niemcy – Markthalle
88. 23 listopada 1994 – Frankfurt, Niemcy – Batschkapp
89. 24 listopada 1994 – Kolonia, Niemcy – Luxor
90. 25 listopada 1994 – Amsterdam, Holandia – Paradiso
91. 27 listopada 1994 – Essen, Niemcy – Zeche Carl
92. 28 listopada 1994 – Bruksela, Belgia – Ogród Botaniczny
93. 30 listopada 1994 – Southampton, Anglia – Southampton Guildhall
94. 1 grudnia 1994 – Sheffield, Anglia – Octagon Centre
95. 4 grudnia 1994 – Cambridge, Anglia – Cambridge Corn Exchange
96. 7 grudnia 1994 – Glasgow, Szkocja – Barrowlands
97. 11 grudnia 1994 – Wolverhampton, Anglia – The Civic Hall
98. 12 grudnia 1994 – Cardiff, Walia – Cardiff Astoria
99. 13 grudnia 1994 – Londyn, Anglia – Hammersmith Palais
100. 17 grudnia 1994 – Liverpool, Anglia – Royal Court Theatre
101. 18 grudnia 1994 – Manchester, Anglia – Manchester Academy
102. 27 grudnia 1994 – Glasgow, Szkocja – Barrowlands
103. 29 grudnia 1994 – Brighton, Anglia – Brighton Centre
104. 30 grudnia 1994 – Middlesbrough, Anglia – Midllesbrough Town Hall
105. 22 stycznia 1995 – Hollywood, Kalifornia, USA – Hollywood Palace
106. 28 stycznia 1995 – Seattle, Waszyngton, USA – DV8
107. 29 stycznia 1995 – Vancouver, Kanada – Commodore Ballroom
108. 30 stycznia 1995 – Portland, Oregon, USA – Roseland Theater
109. 1 lutego 1995 – San Francisco, Kalifornia, USA – The Fillmore
110. 3 lutego 1995 – Hollywood, Kalifornia, USA – Hollywood Palace
111. 4 lutego 1995 – San Diego, Kalifornia, USA – SOMA
112. 5 lutego 1995 – Mesa, Kalifornia, USA – Nile Theater
113. 7 lutego 1995 – Salt Lake City, Utah, USA – The Bar & Grill
114. 9 lutego 1995 – Denver, Kolorado, USA – Bluebird Theatre
115. 11 lutego 1995 – Dallas, Teksas, USA – Deep Ellum Live
116. 12 lutego 1995 – Austin, Teksas, USA – Liberty Lunch
117. 13 lutego 1995 – Houston, Teksas, USA – Urban Art Bar
118. 15 lutego 1995 – Memphis, Tennessee, USA – New Daisy Theatre
119. 17 lutego 1995 – Carrboro, Karolina Północna, USA – Cat's Cradle
120. 25 lutego 1995 – Vancouver, Kanada – Commodore Ballroom
121. 3 marca 1995 – Asbury Park, New Jersey, USA – The Stone Pony
122. 4 marca 1995 – Waszyngton, USA – WUST Music Hall
123. 5 marca 1995 – Virginia Beach, Wirginia, USA – The Abyss
124. 7 marca 1995 – Filadelfia, Pensylwania, USA – The Theatre of Living Arts
125. 8 marca 1995 – Nowy Jork, USA – The Academy
126. 10 marca 1995 – Providence, Rhode Island, USA – Lupo's Heartbreak Hotel
127. 11 marca 1995 – Boston, Massachusetts, USA – Avalon
128. 12 marca 1995 – Montreal, Kanada – Club Soda
129. 14 marca 1995 – Toronto, Kanada – The Phoenix Concert Theatre
130. 15 marca 1995 – Cleveland, Ohio, USA – The Odeon
131. 16 marca 1995 – Detroit, Michigan, USA – Saint Andrew’s Hall
132. 18 marca 1995 – Indianapolis, Indiana, USA – Tyndall Armory
133. 19 marca 1995 – Chicago, Illinois, USA – Vic Theatre
134. 20 marca 1995 – Grand Rapids, Iowa, USA – Orbit Room
135. 24 marca 1995 – Minneapolis, Minnesota, USA – First Avenue
136. 25 marca 1995 – Milwaukee, Wisconsin, USA – The Rave
137. 2 kwietnia 1995 – Paryż, Francja – Bataclan
138. 17 kwietnia 1995 – Southend-on-Sea, Anglia – Cliffs Pavillion
139. 20 kwietnia 1995 – Paryż, Francja – Bataclan
140. 22 kwietnia 1995 – Sheffield, Anglia – Sheffield Arena